# Doaktown
Doaktown är en ort i Kanada.   Den ligger i provinsen New Brunswick, i den östra delen av landet, 700 km öster om huvudstaden Ottawa. Doaktown ligger 34 meter över havet och antalet invånare är 793.
Terrängen runt Doaktown är huvudsakligen platt. Doaktown ligger nere i en dal. Runt Doaktown är det glesbefolkat, med 11 invånare per kvadratkilometer..
I omgivningarna runt Doaktown växer i huvudsak blandskog.